# Arrowsic
Arrowsic ist eine Town im Sagadahoc County des Bundesstaates Maine in den Vereinigten Staaten. Im Jahr 2020 lebten dort 477 Einwohner in 258 Haushalten auf einer Fläche von 27,95 km².

## Geographie
Nach dem United States Census Bureau hat Arrowsic eine Gesamtfläche von 27,95 km², von der 20,07 km² Land sind und 7,87 km² aus Gewässern bestehen.

### Geographische Lage
Arrowsic liegt im Südosten des Sagadahoc Countys und grenzt an das Lincoln County. Arrowsic liegt auf einer Insel im Kennebec River kurz vor dessen Mündung in den Atlantischen Ozean und ist durch zwei Brücken mit dem benachbarten Georgetown im Süden und Woolwich im Norden verbunden. Zentral befindet sich der Sewell Pond. Die Oberfläche des Gebietes ist eben, ohne nennenswerte Erhebungen.

### Nachbargemeinden
Alle Entfernungen sind als Luftlinien zwischen den offiziellen Koordinaten der Orte aus der Volkszählung 2010 angegeben.
- Norden: Woolwich, 10,6 km
- Nordosten: Westport Island, Lincoln County, 8,9 km
- Südosten: Georgetown, 17,7 km
- Südwesten: Phippsburg, 14,2 km
- Nordwesten: Bath, 8,6 km

### Stadtgliederung
In Arrowsic gibt es mit Arrowsic nur ein Siedlungsgebiet.

### Klima
Die mittlere Durchschnittstemperatur in Arrowsic liegt zwischen −6,7 °C (20 °F) im Januar und 21,1 °C (70 °F) im Juli. Damit ist der Ort gegenüber dem langjährigen Mittel der USA um etwa 9 Grad kühler. Die Schneefälle zwischen Oktober und Mai liegen mit bis zu zweieinhalb Metern mehr als doppelt so hoch wie die mittlere Schneehöhe in den USA; die tägliche Sonnenscheindauer liegt am unteren Rand des Wertespektrums der USA.

## Geschichte
Arrowsic wurde am 2. März 1841 als eigenständige Town organisiert. Zuvor gehörte das Gebiet, welches sich auf der Insel Arrowsic im Kennebec River befindet, zum Gebiet der Town Georgetown. Die Besiedlung durch europäische Einwanderer startete um 1625. Der Name ist indianischen Ursprungs und bedeutet übersetzt etwa „Ort des Hindernisses/der Behinderung“ (obstruction). Im Jahr 1654 wurde auf Arrowsic Island ein Handelsposten eingerichtet, kurze Zeit später eine Werft, eine Gießerei sowie Mühlen und Farmen. Wie die meisten Siedlungen wurde auch Arrowsic im Jahr 1676 von Indianern angegriffen und die Häuser niedergebrannt. Dabei wurden 30 Bewohner getötet oder gefangen genommen. Ausgrabungen haben Hinweise darauf ergeben, dass die Bewohner zu der Zeit einen hohen Lebensstandard hatten.

### Einwohnerentwicklung
| Volkszählungsergebnisse – Town of Arrowsic, Maine | Volkszählungsergebnisse – Town of Arrowsic, Maine | Volkszählungsergebnisse – Town of Arrowsic, Maine | Volkszählungsergebnisse – Town of Arrowsic, Maine | Volkszählungsergebnisse – Town of Arrowsic, Maine | Volkszählungsergebnisse – Town of Arrowsic, Maine | Volkszählungsergebnisse – Town of Arrowsic, Maine | Volkszählungsergebnisse – Town of Arrowsic, Maine | Volkszählungsergebnisse – Town of Arrowsic, Maine | Volkszählungsergebnisse – Town of Arrowsic, Maine | Volkszählungsergebnisse – Town of Arrowsic, Maine |
| Jahr                                              | 1800                                              | 1810                                              | 1820                                              | 1830                                              | 1840                                              | 1850                                              | 1860                                              | 1870                                              | 1880                                              | 1890                                              |
| ------------------------------------------------- | ------------------------------------------------- | ------------------------------------------------- | ------------------------------------------------- | ------------------------------------------------- | ------------------------------------------------- | ------------------------------------------------- | ------------------------------------------------- | ------------------------------------------------- | ------------------------------------------------- | ------------------------------------------------- |
| Einwohner                                         |                                                   |                                                   |                                                   |                                                   |                                                   |                                                   | 347                                               | 252                                               | 255                                               | 177                                               |
| Jahr                                              | 1900                                              | 1910                                              | 1920                                              | 1930                                              | 1940                                              | 1950                                              | 1960                                              | 1970                                              | 1980                                              | 1990                                              |
| Einwohner                                         | 180                                               | 147                                               | 176                                               | 135                                               | 167                                               | 172                                               | 177                                               | 188                                               | 305                                               | 498                                               |
| Jahr                                              | 2000                                              | 2010                                              | 2020                                              | 2030                                              | 2040                                              | 2050                                              | 2060                                              | 2070                                              | 2080                                              | 2090                                              |
| Einwohner                                         | 477                                               | 427                                               | 477                                               |                                                   |                                                   |                                                   |                                                   |                                                   |                                                   |                                                   |

## Kultur und Sehenswürdigkeiten

### Bauwerke
In Arrowsic wurden mehrere Bauwerke und eine archäologische Stätte unter Denkmalschutz gestellt und ins National Register of Historic Places aufgenommen. Die Lage der archäologischen Stätte wird nicht bekannt gegeben.
- Clarke and Lake Company Archeological Site, 1978 unter der Register-Nr. 78000329.[9]
- Doubling Point Light Station, 1988 unter der Register-Nr. 87002271.[10]
- Fiddler's Reach Fog Signal, 2009 unter der Register-Nr. 09000594.[11]
- Kennebec River Light Station, 1988 unter der Register-Nr. 87002263.[12]
- Squirrel Point Light Station, 1988 unter der Register-Nr. 87002281.[13]

## Wirtschaft und Infrastruktur

### Verkehr
Die Maine State Route 127 verläuft in nordsüdlicher Richtung durch das Gebiet von Arrowsic.

### Öffentliche Einrichtungen
In Arrowsic gibt es keine medizinischen Einrichtungen oder Krankenhäuser. Nächstgelegene Einrichtungen für die Bewohner von Arrowsic befinden sich in Bath und Brunswick.
Arrowsic besitzt keine eigene Bücherei, die nächstgelegenen befinden sich in Phippsburg und Bath.

### Bildung
Arrowsic gehört mit Bath, Georgetown, Phippsburg, West Bath und Woolwich zum Regional School Unit 1 (RSU 1).
Im Schulbezirk werden folgende Schulen angeboten:
- Dike Newell School in Bath, mit den Schulklassen von Pre-Kindergarten bis Klasse 2
- Fisher Mitchell School in Bath, mit den Schulklassen von Klasse 3 bis 5
- Bath Middle School in Bath, mit den Schulklassen von Klasse 6 bis 8
- Morse High School in Bath, mit den Schulklassen 9 bis 12
- Phippsburg Elementary School in Phippsburg, mit den Schulklassen von Pre-Kindergarten bis Klasse 5
- Woolwich Central School in Woolwich, mit den Schulklassen von Pre-Kindergarten bis Klasse 8